# Burnt Oak (metropolitana di Londra)
Burnt Oak è una stazione della linea Northern della metropolitana di Londra.

## Storia
La stazione fu aperta come Burnt Oak (Watling) il 27 ottobre 1924, due mesi dopo l'apertura dell'estensione della Hampstead & Highgate Line, prolungamento della Charing Cross, Euston & Hampstead Railway (CCE&HR, oggi la linea Northern) fra Hendon Central ed Edgware. L'edificio della stazione fu progettato dall'architetto Stanley Heaps; una struttura temporanea fu costruita fino al completamento dell'edificio nel 1925. Nei progetti, la stazione avrebbe dovuto essere denominata Sheves Hill, ma il nome fu cambiato prima dell'apertura; il suffisso Watling fu abbandonato intorno al 1950.
Burnt Oak rimase chiusa dal 4 gennaio 1994 al 18 gennaio dello stesso anno, come tutto il tratto di linea fra Edgware e Colindale, a causa di uno smottamento.
La stazione è stata rimodernata nel 2005, con la sostituzione o il restauro delle piastrelle danneggiate, la riverniciatura di muri e soffitti, la sistemazione del cavalcavia sopra i binari e l'installazione di nuovi pannelli informativi.
Nel 2018 è stato annunciato che la stazione sarà resa accessibile a persone disabili entro il 2022, come parte di un piano di investimenti da 200 milioni di sterline per aumentare il numero di stazioni accessibili sulla rete metropolitana.

## Strutture e impianti
Si trova all'interno della Travelcard Zone 4.

## Interscambi
Nelle vicinanze della stazione effettuano fermata alcune linee urbane automobilistiche, gestite da London Buses.
- Fermata autobus

## Galleria d'immagini

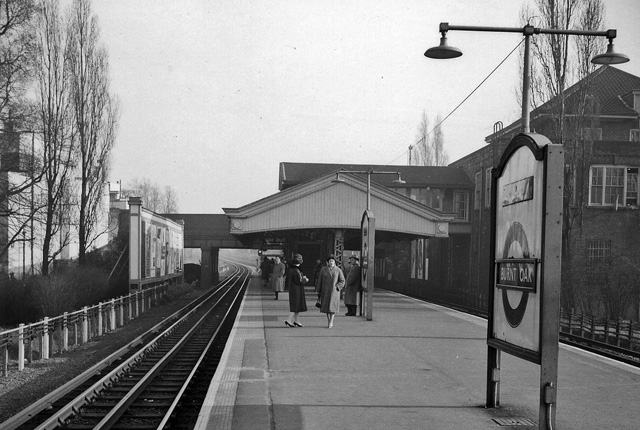
Vista verso sud-est, in direzione di Golders Green, 1961
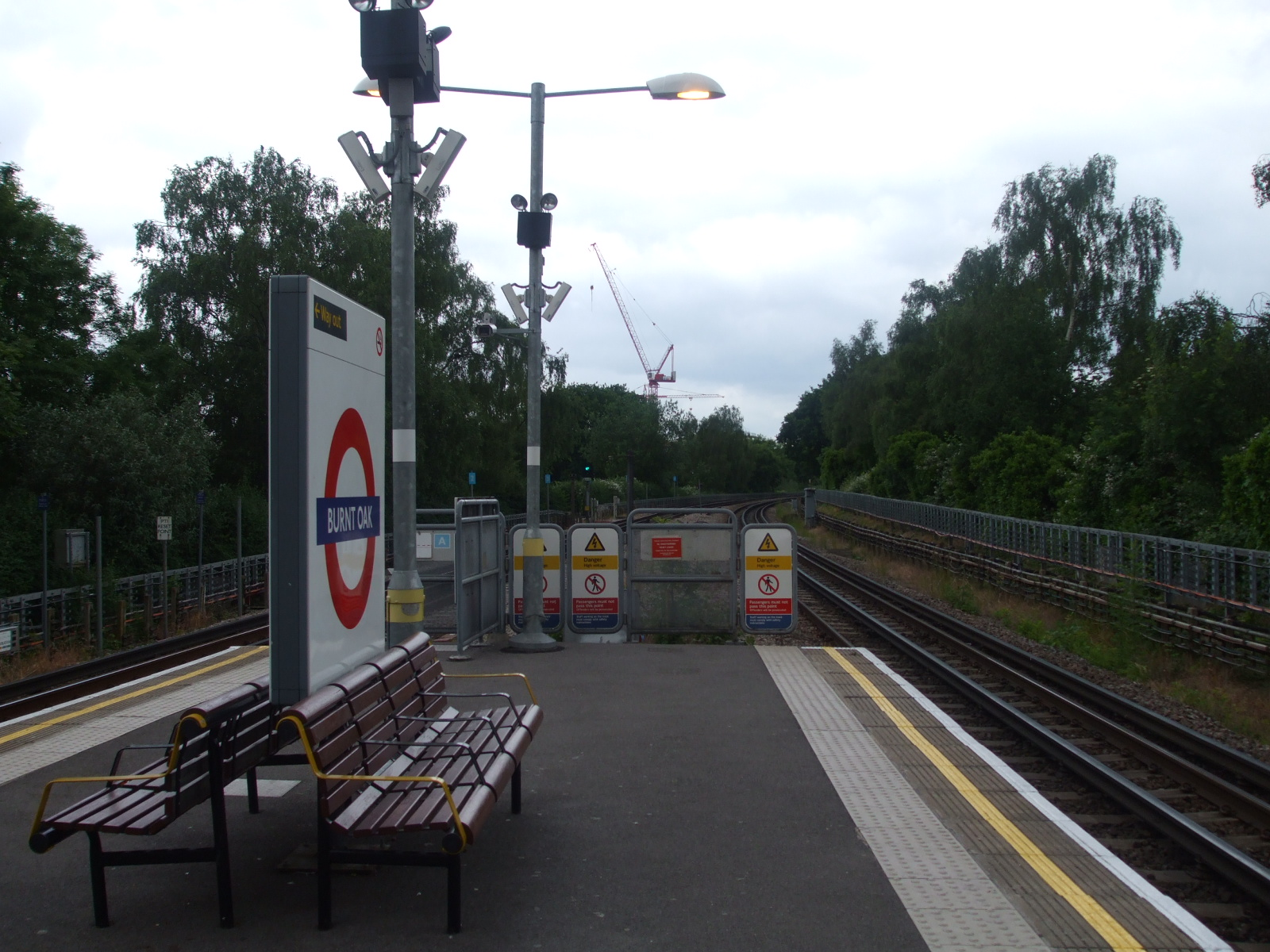
Piattaforma in direzione nord
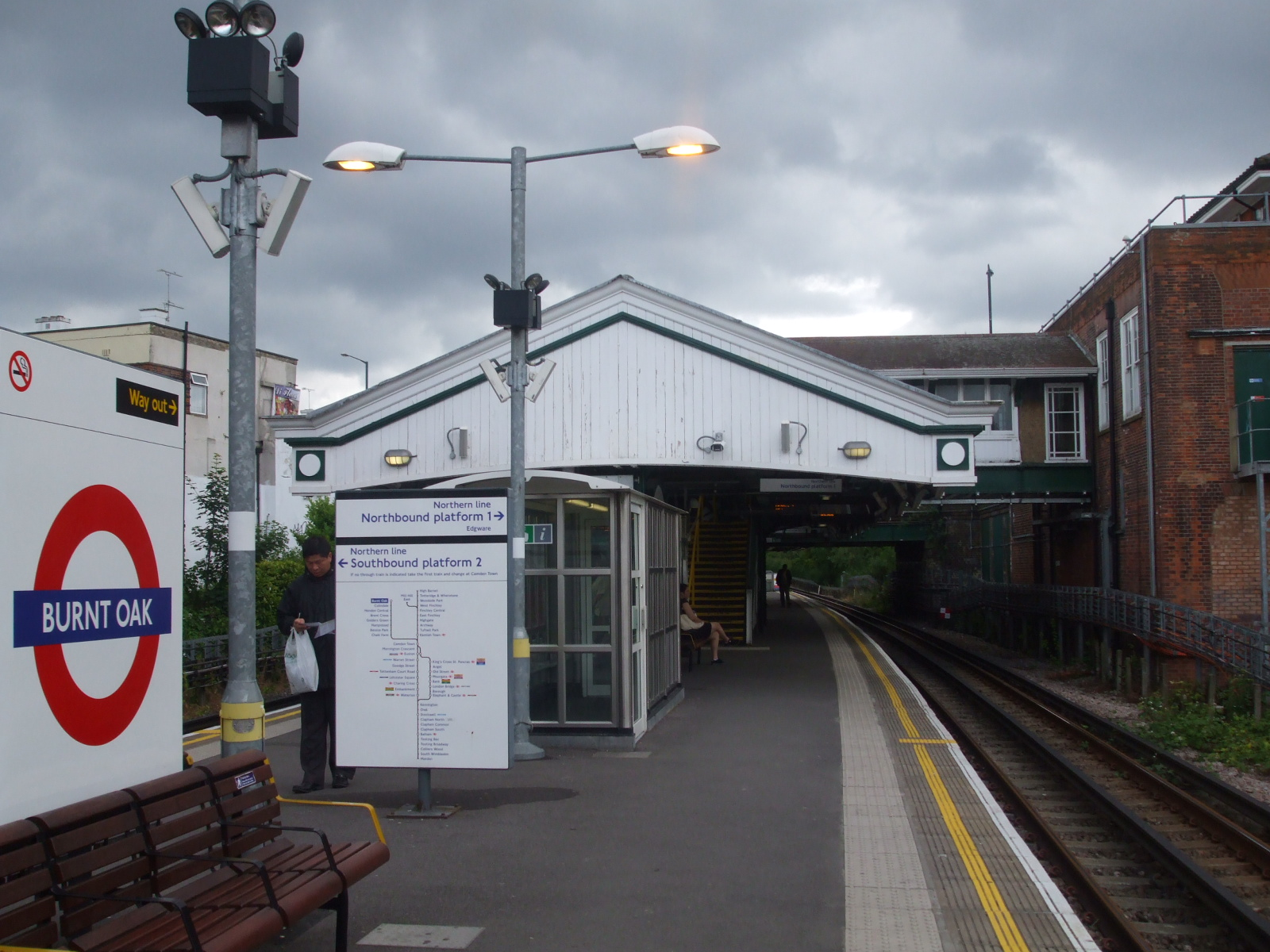
Piattaforma in direzione sud
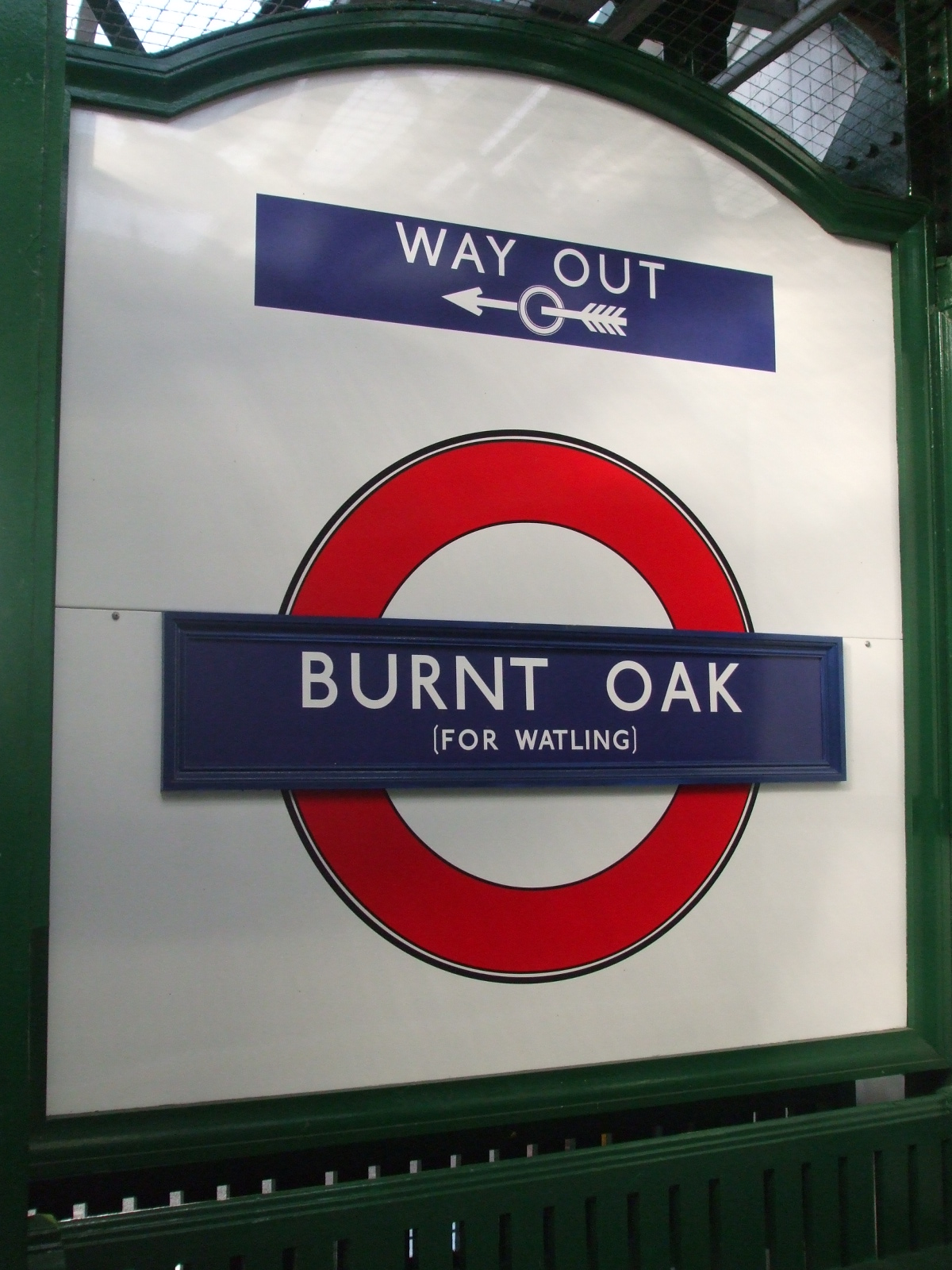
Roundel che riporta ancora il precedente suffisso "for Watling"